# Poolbillard-Jugendeuropameisterschaft 2015
Die Poolbillard-Jugendeuropameisterschaft 2015 war die 35. Austragung der von der European Pocket Billiard Federation veranstalteten Jugend-Kontinentalmeisterschaft im Poolbillard. Sie fand vom 21. bis 28. Juli 2015 im Alpina, Wellness & Sporthotel in St. Johann im Pongau statt.
Ausgespielt wurden die Disziplinen 8-Ball, 9-Ball und 10-Ball in den Kategorien Junioren, Schüler und Juniorinnen. Bei den Junioren und Schülern gab es zudem Wettbewerbe im 14/1 endlos und für Mannschaften.

## Medaillengewinner
| Disziplin              | Gold                | Silber            | Bronze              |
| ---------------------- | ------------------- | ----------------- | ------------------- |
| Junioren – 14/1 endlos | Maxim Dudanez       | Michael Schneider | Marsel Safiullin    |
| Junioren – 14/1 endlos | Maxim Dudanez       | Michael Schneider | Witalij Pazura      |
| Junioren – 10-Ball     | Witalij Pazura      | Sergei Luzker     | Casper Matikainen   |
| Junioren – 10-Ball     | Witalij Pazura      | Sergei Luzker     | Maxim Dudanez       |
| Junioren – 8-Ball      | Pascal Bruckmann    | Maxim Dudanez     | Krystian Cwikla     |
| Junioren – 8-Ball      | Pascal Bruckmann    | Maxim Dudanez     | Olivér Szolnoki     |
| Junioren – 9-Ball      | Krystian Cwikla     | Andreas Madsen    | Witalij Pazura      |
| Junioren – 9-Ball      | Krystian Cwikla     | Andreas Madsen    | Michael Schneider   |
| Junioren – Mannschaft  | Deutschland         | Russland          | Finnland            |
| Junioren – Mannschaft  | Deutschland         | Russland          | Schweiz             |
| Schüler – 14/1 endlos  | Fjodor Gorst        | Daniel Macioł     | Wiktor Zieliński    |
| Schüler – 14/1 endlos  | Fjodor Gorst        | Daniel Macioł     | Federico Amendola   |
| Schüler – 10-Ball      | Fjodor Gorst        | Kamil Sząszor     | Eklent Kaçi         |
| Schüler – 10-Ball      | Fjodor Gorst        | Kamil Sząszor     | Kevin Schiller      |
| Schüler – 8-Ball       | Sanjin Pehlivanović | Eklent Kaçi       | Daniel Macioł       |
| Schüler – 8-Ball       | Sanjin Pehlivanović | Eklent Kaçi       | Sajid Raheem        |
| Schüler – 9-Ball       | Daniel Macioł       | Kamil Sząszor     | Kaylash Persad      |
| Schüler – 9-Ball       | Daniel Macioł       | Kamil Sząszor     | Wiktor Zieliński    |
| Schüler – Mannschaft   | Deutschland         | Polen             | Niederlande         |
| Schüler – Mannschaft   | Deutschland         | Polen             | Nordzypern          |
| Juniorinnen – 10-Ball  | Kristina Tkatsch    | Diana Khodjaeva   | Marharyta Fjafilawa |
| Juniorinnen – 10-Ball  | Kristina Tkatsch    | Diana Khodjaeva   | Jana Peters         |
| Juniorinnen – 8-Ball   | Diana Khodjaeva     | Emily Heidergott  | Kristina Tkatsch    |
| Juniorinnen – 8-Ball   | Diana Khodjaeva     | Emily Heidergott  | Jana Peters         |
| Juniorinnen – 9-Ball   | Kristina Tkatsch    | Diana Khodjaeva   | Dina Fatychowa      |
| Juniorinnen – 9-Ball   | Kristina Tkatsch    | Diana Khodjaeva   | Emily Heidergott    |